# Сражение при Роверето
Сражение при Роверето (нем. Schlacht bei Rovereto) — сражение 4 сентября 1796 года, во время которого французская Итальянская армия под командованием Наполеона Бонапарта нанесла поражение австрийскому корпусу Пауля Давидовича во время войны первой коалиции эпохи французских революционных войн. Битва произошла недалеко от города Роверето, в долине реки Адидже, на севере Италии.

## Перед сражением
После поражения в битве при Кастильоне 5 августа австрийская армия под командованием фельдмаршала Вурмзера отступила на север, к Тренто. Тем временем французская армия возобновила осаду Мантуи.
26 августа Вурмзеру прибыл приказ императора Франца II немедленно предпринять вторую попытку помощи крепости Мантуя. Он должен был перейти в наступление, чтобы с 30000 человек пройти из Тренто на Мантую, следуя по ущельям Бренты, через Бассано и вдоль нижнего течения Адидже, в то время как Давидович с 20 000 должен был прикрывать Тироль.
Бонапарт распознал замысел Вурмзера и решил немедленно перейти в наступление и разбить его войска по частям, в первую очередь захватив врасплох Давидовича.
Генералу Кильмэну с отрядом в 2500 — 3000 человек всех родов войск было поручено охранять Адидже, прикрывая блокаду Мантуи.
Вобуа с 10 тысячами с северной оконечности озера Гарда повернул на восток в направлении Роверето. 13 тысяч дивизии Массены Бонапарт послал прямо на север в долину реки Адидже, а Ожеро с 9000 пробивалась через горы к северу от Вероны.
Под командой Давидовича было 19 555 штыков и сабель, но доступно только 13 695 из них. Он расположил бригаду генерал-майора Йозефа Филиппа Вукасовича и Иоганна Рудольфа Спорка возле Роверето, в то время как бригада генерал-майора князя Ройсс-Плауэна занимала Тренто и некоторые позиции к западу от Адидже.
Князь Ройсс хотел оборонять мост через Сарка, но генерал Сент-Илер, командовавший авангардом дивизии Вобуа, энергично атаковал его и захватил с хода, взял большое число пленных и преследовал противника до Мори.
Со своей стороны, 3 сентября генерал Пижон, командующий авангардом Массены, сбил авангард Вукасовича в Серравалле возле Алы, преследовал его до Марко на восточном берегу Адидже и захватил несколько сот пленных.

## Ход сражения
Обе армии 4 сентября на рассвете оказались одна перед другой, каждая на обоих берегах Адидже.
На рассвете дивизия Массены атаковала австрийцев Вукасовича у Марко. Бригадный генерал Клод Виктор Перрен двинулся с одной полубригадой прямо по главной дороге, в то время как полубригада бригадного генерала Жан Жозеф Пижона захватила высоту с одной стороны и охватила фланг противника. После сильного сопротивления австрийцы, опасаясь быть отрезанными, отступили. Массена энергично преследовал кавалерией отступающие австрийские подразделения.
Добравшись до Роверето, Вукасович стоял там до полудня. Затем он отступил с остатками своей бригады и отрядом Спорка к ущелью Каллиано, где с резервом стоял генерал Давидович.
К этому времени Вобуа захватил Мори на западном берегу Адидже.
Ущелье Каллиано представляло очень сильную позицию. Здесь Адидже стиснута между отвесными горными вершинами. Ущелье не достигает и 80 метров ширины. Фортификационные сооружения и стена, поддерживаемые многочисленными батареями, преграждали вход. Считая себя хорошо прикрытыми на этой позиции, Вукасович и Спорк по прибытии к Каллиано разрешили своим солдатам приготовить обед.
Генерал Доммартен выставил одну легкую батарею, простреливавшую ущелье насквозь. В горах начали наступать стрелки и добились там некоторого успеха. Девять батальонов в сомкнутой колонне устремились по дороге в теснину, ударили на противника и опрокинули его. Артиллерия, кавалерия, пехота перемешались. Разгром был полный.

## Результаты
За день французы потеряли 750 человек. Австрийские потери включали 3000 человек убитыми, ранеными и пленными, плюс 25 пушек.
Со своей стороны генерал Вобуа форсировал лагерь Мори и, преследуя противника, поднимался вверх по правому берегу реки в направлении на Тренто.
Ночью Давидович покинул Тренто и вернулся в Лавис, деревню на реке Авизио и южной границе Австрии, где он присоединился к Ройссу. Массена вошел в Тренто утром 5 сентября, Вобуа — вслед за ним. Бонапарт приказал Вобуа блокировать ущелья к северу от Тренто с 10 000, в то время как остальные 22 000 должны были отправиться в погоню за Вурмзером по тому же проходу, который использовали австрийцы. 5 сентября Вобуа перешел мост через реку Авизио, напал на Давидовича в Лависе и отогнал его дальше на север.